# Torneo NSFL Tackle Élite 2015
Il Torneo NSFL Tackle Élite 2015 è stato l'11ª edizione del campionato di football americano di prima squadra, organizzato dalla NSFL.

## Squadre partecipanti
| Club                      | Città             | Stadio | Sponsor ufficiale | Risultato nella stagione 2014   |
| ------------------------- | ----------------- | ------ | ----------------- | ------------------------------- |
| Geneva Seahawks           | Ginevra           |        |                   | Campioni NSFL Tackle Élite      |
| Geneva Whoppers           | Plan-les-Ouates   |        |                   | Quinto posto NSFL Tackle Élite  |
| La Chaux-de-Fonds Hornets | La Chaux-de-Fonds |        |                   | Ottavo posto NSFL Tackle Élite  |
| Lausanne LUCAF Owls       | Losanna           |        |                   | Vicecampioni NSFL Tackle Élite  |
| Monthey Rhinos            | Monthey           |        |                   | Sesto posto NSFL Tackle Élite   |
| Morges Bandits            | Morges            |        |                   | Settimo posto NSFL Tackle Élite |
| Riviera Saints            | Vevey             |        |                   | Terzo posto NSFL Tackle Élite   |
| Sierre Woodcutters        | Sierre            |        |                   |                                 |
| Yverdon Ducs              | Yverdon-les-Bains |        |                   | Quarto posto NSFL Tackle Élite  |

## Stagione regolare

### Calendario

#### 1ª giornata
| Vevey 30 agosto 2015, ore 11:00 CEST | Yverdon Ducs | 0 – 15 | Monthey Rhinos |  |

| La Chaux-de-Fonds 30 agosto 2015, ore 11:00 CEST | Geneva Whoppers | 22 – 20 | Lausanne LUCAF Owls |  |

| Vevey 30 agosto 2015, ore 14:00 CEST | Riviera Saints | 21 – 7 | Morges Bandits |  |

| La Chaux-de-Fonds 30 agosto 2015, ore 14:00 CEST | La Chaux-de-Fonds Hornets | 12 – 55 | Geneva Seahawks |  |

#### 2ª giornata
| Yverdon-les-Bains 6 settembre 2015, ore 11:00 CEST | Monthey Rhinos | 68 – 0 | La Chaux-de-Fonds Hornets |  |

| Losanna 6 settembre 2015, ore 11:00 CEST | Sierre Woodcutters | 14 – 34 | Riviera Saints |  |

| Yverdon-les-Bains 6 settembre 2015, ore 14:00 CEST | Morges Bandits | 39 – 21 | Yverdon Ducs |  |

| Losanna 6 settembre 2015, ore 14:00 CEST | Lausanne LUCAF Owls | 7 – 34 | Geneva Seahawks |  |

#### 3ª giornata
| Monthey 13 settembre 2015, ore 11:00 CEST | Riviera Saints | 16 – 34 | Lausanne LUCAF Owls |  |

| La Chaux-de-Fonds 13 settembre 2015, ore 11:00 CEST | Yverdon Ducs | 14 – 34 | Sierre Woodcutters |  |

| Monthey 13 settembre 2015, ore 14:00 CEST | Monthey Rhinos | 14 – 8 | Morges Bandits |  |

| La Chaux-de-Fonds 13 settembre 2015, ore 14:00 CEST | La Chaux-de-Fonds Hornets | 0 – 56 | Geneva Whoppers |  |

#### 4ª giornata
| Morges 20 settembre 2015, ore 11:00 CEST | Geneva Whoppers | 16 – 8 | Monthey Rhinos |  |

| Sierre 20 settembre 2015, ore 11:00 CEST | La Chaux-de-Fonds Hornets | 0 – 1 (a tavolino) | Yverdon Ducs |  |

| Morges 20 settembre 2015, ore 14:00 CEST | Lausanne LUCAF Owls | 8 – 12 | Morges Bandits |  |

| Sierre 20 settembre 2015, ore 14:00 CEST | Sierre Woodcutters | 0 – 62 | Geneva Seahawks |  |

#### 5ª giornata
| Plan-les-Ouates 27 settembre 2015, ore 11:00 CEST | Monthey Rhinos | 12 – 22 | Geneva Seahawks |  |

| Yverdon-les-Bains 27 settembre 2015, ore 11:00 CEST | Morges Bandits | 34 – 12 | Sierre Woodcutters |  |

| Plan-les-Ouates 27 settembre 2015, ore 14:00 CEST | Geneva Whoppers | 20 – 10 | Riviera Saints |  |

| Yverdon-les-Bains 27 settembre 2015, ore 14:00 CEST | Yverdon Ducs | 20 – 20 | Lausanne LUCAF Owls |  |

#### 6ª giornata
| Monthey 4 ottobre 2015, ore 11:00 CEST | Lausanne LUCAF Owls | 60 – 6 | La Chaux-de-Fonds Hornets |  |

| Ginevra 4 ottobre 2015, ore 11:00 CEST | Riviera Saints | 16 – 6 | Yverdon Ducs |  |

| Monthey 4 ottobre 2015, ore 14:00 CEST | Monthey Rhinos | 46 – 0 | Sierre Woodcutters |  |

| Ginevra 4 ottobre 2015, ore 14:00 CEST | Geneva Seahawks | 26 – 8 | Geneva Whoppers |  |

#### 7ª giornata
| Yverdon-les-Bains 11 ottobre 2015, ore 11:00 CEST | Geneva Whoppers | 20 – 9 | Morges Bandits |  |

| Vevey 11 ottobre 2015, ore 11:00 CEST | La Chaux-de-Fonds Hornets | 15 – 28 | Sierre Woodcutters |  |

| Yverdon-les-Bains 11 ottobre 2015, ore 14:00 CEST | Yverdon Ducs | 8 – 26 | Geneva Seahawks |  |

| Vevey 11 ottobre 2015, ore 14:00 CEST | Riviera Saints | 20 – 22 | Monthey Rhinos |  |

#### 8ª giornata
| Plan-les-Ouates 18 ottobre 2015, ore 11:00 CEST | Geneva Seahawks | 17 – 0 | Morges Bandits |  |

| Losanna 18 ottobre 2015, ore 11:00 CEST | Riviera Saints | 63 – 13 | La Chaux-de-Fonds Hornets |  |

| Plan-les-Ouates 18 ottobre 2015, ore 14:00 CEST | Geneva Whoppers | 22 – 20 | Yverdon Ducs |  |

| Losanna 18 ottobre 2015, ore 14:00 CEST | Lausanne LUCAF Owls | 70 – 0 | Sierre Woodcutters |  |

#### 9ª giornata
| Ginevra 25 ottobre 2015, ore 11:00 CEST | Sierre Woodcutters | 22 – 34 | Geneva Whoppers |  |

| Morges 25 ottobre 2015, ore 11:00 CEST | Monthey Rhinos | 21 – 31 | Lausanne LUCAF Owls |  |

| Ginevra 25 ottobre 2015, ore 14:00 CEST | Geneva Seahawks | 46 – 0 | Riviera Saints |  |

| Morges 25 ottobre 2015, ore 14:00 CEST | Morges Bandits | 32 – 0 | La Chaux-de-Fonds Hornets |  |

### Classifica
La classifica della regular season è la seguente:
- PCT = percentuale di vittorie, G = partite giocate, V = partite vinte, N = partite pareggiate, P = partite perse, PF = punti fatti, PS = punti subiti
- La qualificazione ai playoff è indicata in verde

| Pos. | Squadra                   | PCT   | G | V | N | P | PF  | PS  |
| ---- | ------------------------- | ----- | - | - | - | - | --- | --- |
| 1    | Geneva Seahawks           | 1.000 | 8 | 8 | 0 | 0 | 288 | 47  |
| 2    | Geneva Whoppers           | .875  | 8 | 7 | 0 | 1 | 200 | 115 |
| 3    | Monthey Rhinos            | .625  | 8 | 5 | 0 | 3 | 206 | 97  |
| 4    | Lausanne LUCAF Owls       | .563  | 8 | 4 | 1 | 3 | 249 | 131 |
| 5    | Riviera Saints            | .500  | 8 | 4 | 0 | 4 | 180 | 162 |
| 6    | Morges Bandits            | .500  | 8 | 4 | 0 | 4 | 141 | 113 |
| 7    | Yverdon Ducs              | .313  | 8 | 2 | 1 | 5 | 90  | 172 |
| 8    | Sierre Woodcutters        | .125  | 8 | 1 | 0 | 7 | 110 | 306 |
| 9    | La Chaux-de-Fonds Hornets | .000  | 8 | 0 | 0 | 8 | 46  | 363 |

## Playoff

### Tabellone
|  | Semifinali          | Semifinali          | Semifinali      |                 |                 | XI NSFL Bowl         | XI NSFL Bowl         | XI NSFL Bowl         |  |
|  |                     |                     |                 |                 |                 |                      |                      |                      |  |
|  | Geneva Seahawks     | Geneva Seahawks     | 28              |                 |                 |                      |                      |                      |  |
|  | Geneva Seahawks     | Geneva Seahawks     | 28              |                 |                 |                      |                      |                      |  |
|  | Lausanne LUCAF Owls | Lausanne LUCAF Owls | 7               |                 |                 |                      |                      |                      |  |
|  | Lausanne LUCAF Owls | Lausanne LUCAF Owls | 7               |                 | Geneva Seahawks | Geneva Seahawks      | 6                    |                      |  |
|  |                     |                     |                 |                 | Geneva Seahawks | Geneva Seahawks      | 6                    |                      |  |
|  |                     |                     | Geneva Whoppers | Geneva Whoppers | 14              |                      |                      |                      |  |
|  | Monthey Rhinos      | Monthey Rhinos      | Geneva Whoppers | Geneva Whoppers | 14              | 14                   |                      |                      |  |
|  | Monthey Rhinos      | Monthey Rhinos      |                 |                 |                 | 14                   |                      |                      |  |
|  | Geneva Whoppers     | Geneva Whoppers     | 20              |                 |                 | Finale 3º - 4º posto | Finale 3º - 4º posto | Finale 3º - 4º posto |  |
|  | Geneva Whoppers     | Geneva Whoppers     | 20              |                 |                 |                      |                      |                      |  |
|  |                     |                     |                 |                 |                 |                      |                      |                      |  |
|  |                     |                     |                 |                 |                 | Lausanne LUCAF Owls  | Lausanne LUCAF Owls  | 17                   |  |
|  |                     |                     |                 |                 |                 | Lausanne LUCAF Owls  | Lausanne LUCAF Owls  | 17                   |  |
|  |                     |                     |                 |                 |                 | Monthey Rhinos       | Monthey Rhinos       | 8                    |  |

### Semifinali
| Ginevra 1º novembre 2015, ore 11:00 | Geneva Whoppers | 20 – 14 | Monthey Rhinos |  |

| Ginevra 1º novembre 2015, ore 14:00 | Geneva Seahawks | 28 – 7 | Lausanne LUCAF Owls |  |

### Finale 3º - 4º posto
| Yverdon-les-Bains 8 novembre 2015, ore 11:00 | Lausanne LUCAF Owls | 17 – 8 | Monthey Rhinos |  |

### XI NSFL Bowl
| Yverdon-les-Bains 8 novembre 2015, ore 14:00 | Geneva Whoppers | 14 – 6 | Geneva Seahawks |  |

## Verdetti
- Geneva Whoppers Campioni NSFL Tackle Élite 2015